# See the Day
See The Day este un cover după Dee C. Lee, înregistrat de către grupul britanic Girls Aloud. Single-ul a fost inclus pe cel de-al treilea album de studio al grupului, numit Chemistry și a fost lansat ca al treilea single al albumului pe data de 19 decembrie 2005.
Single-ul a fost lansat la doar o lună după superhitul Biology și a devenit înmpreună cu Can't Speak French single-ul Girls Aloud care a avut cea mai mică poziție maximă în clasamentul britanic, pe locul #9.

## Videoclipul
A fost filmat în același studio cu cel de-al zecelea single al grupului Biology. Videoclipul le prezintă pe fiecare dintre membrele grupului stând în zăpadă (care era de fapt sare). îmbrăcate în rochii albe. Câteodată cuvintele rostite de membrele grupului apăreau pe cer sub forma unor nori.

## Track listing-ul și formate
| CD1: Polydor / 9875964 (UK) |                                              |      |
| 1.                          | "See the Day"                                | 4:04 |
| 2.                          | "It's Magic"                                 | 3:52 |
| CD2: Polydor / 9875965 (UK) |                                              |      |
| 1.                          | "See the Day"                                | 4:04 |
| 2.                          | "I Don't Really Hate You"                    | 3:38 |
| 3.                          | "See the Day" [Soundhouse Masterblaster Mix] | 5:02 |
| 4.                          | "Chemistry Album Medley"                     | 3:08 |
| 5.                          | "See the Day" [Video]                        | 3:29 |
| 6.                          | "See the Day" [Karaoke Video]                | 3:29 |
| 7.                          | "See the Day" [Game]                         |      |
| 8.                          | "See the Day" [Bonus Ringtone]               |      |

## Versiuni și alte apariții
"See the Day"
| Versiunea                    | Apariția                                                  |
| ---------------------------- | --------------------------------------------------------- |
| Album Version                | Chemistry, "See the Day" single, The Sound of Girls Aloud |
| Soundhouse Masterblaster Mix | "See the Day" single                                      |
| Video                        | "See the Day" single, The Greatest Hits Live [DVD]        |

"It's Magic"
| Versiunea     | Apariția                        |
| ------------- | ------------------------------- |
| Album Version | Chemistry, "See the Day" single |

## Prezența în clasamente
Single-ul a debutat pe locul #9 în săptămâna Crăciunului, în UK Singles Chart cu vânzări de peste 20,000 de unități. În a doua săptămână a coborât un loc, ajungând pe locul #10. See The Day petrecut un total de 15 săptămâni în UK Singles Chart (Top 200), ajungând la vânzări de peste 62,000 de unități.